# 克羅基特縣 (田納西州)
克羅基特縣（英語：Crockett County）是美國田納西州西部的一個縣。面積688平方公里。根據美國2000年人口普查，共有人口14,532人。縣治阿拉莫（Alamo）。
成立於1871年11月23日。本縣紀念在阿拉莫戰役戰死的民間英雄、出生於該州的眾議員大衛·克洛科特 (Davy Crockett)。